# Brunryggig honungsfågel
Brunryggig honungsfågel (Ramsayornis modestus) är en fågel i familjen honungsfåglar inom ordningen tättingar.

## Utseende
Brunryggig honungsfågel är en liten medlem av familjen. Ovansidan är brun, undersidan mestadels vit. Näbben är skäraktig och under ögat syns ett tunt vitt streck. Ungfågeln är brunstreckad på bröstet, medan adulta har subtil brun fjällning. 

## Utbredning och systematik
Fågeln förekommer i mangroveträsk på södra Nya Guinea, i nordöstra Queensland och på närliggande öar. Den behandlas som monotypisk, det vill säga att den inte delas in i några underarter.

## Levnadssätt
Brunryggig honungsfågel hittas olika typer av kustnära miljöer. Den ses ofta i blommande träd näta eller överhängande vatten.

## Status
Arten har ett stort utbredningsområde och beståndet anses vara stabilt. Internationella naturvårdsunionen IUCN listar den därför som livskraftig (LC).

## Bilder

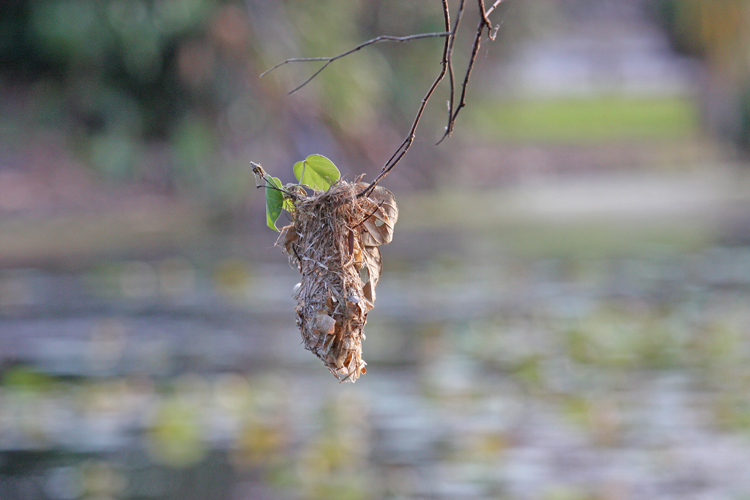
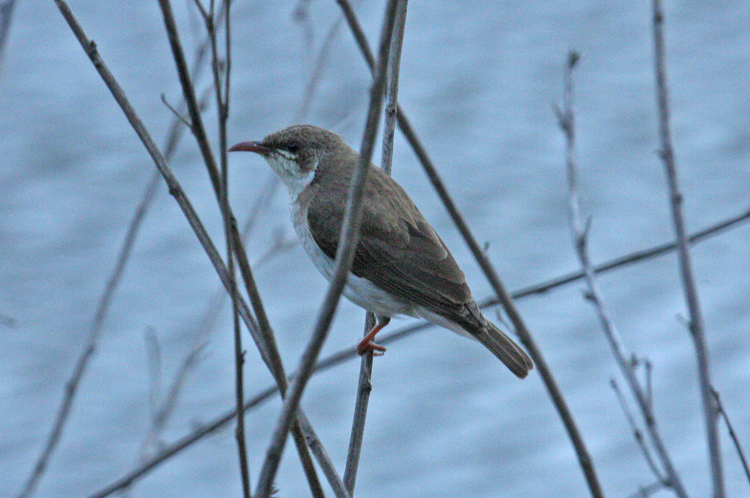